# Westerham
Westerham är en småstad och civil parish i grevskapet Kent i sydöstra England. Staden ligger i distriktet Sevenoaks, cirka 8,5 kilometer väster om Sevenoaks och cirka 30 kilometer sydost om centrala London. Tätorten (built-up area) hade 3 389 invånare vid folkräkningen år 2021.
Den brittiske generalen James Wolfe föddes i Westerham år 1727.
I civil parishen ligger även orten Crockham Hill.